# Naoki Matsuda
Naoki Matsuda (jap. 松田直樹 Matsuda Naoki; ur. 14 marca 1977 w Kiryū, zm. 4 sierpnia 2011) – piłkarz japoński grający na pozycji środkowego obrońcy.

## Kariera klubowa
Matsuda ukończył w 1994 r. Maebashi Ikuei High School i w niej też po raz pierwszy zetknął się z piłką nożną, grając na poziomie szkolnym.
W 1995 r. podjął treningi w zespole Yokohama F. Marinos i został włączony do kadry pierwszego zespołu. 18 marca 1995 r. zadebiutował w J-League w spotkaniu z Kashimą Antlers. Pierwszego gola w historii występów w lidze japońskiej zawodnik zdobył 30 września tego samego roku w meczu z Nagoya Grampus.
Od czasu debiutu w J-League stał się podstawowym zawodnikiem klubu z Jokohamy. W swoim pierwszym sezonie został mistrzem Japonii, a w kolejnych dwóch zakończył rozgrywki na 3. pozycji w J-League. Kolejny sukces z zespołem Marinos Matsuda osiągnął w 2000 r., gdy został mistrzem pierwszej fazy, a w ostateczności wicemistrzem Japonii na jesieni. Trafił też do Jedenastki Sezonu J-League.
W 2002 r. Jokohama znów była druga w lidze (Matsuda znów był w najlepszej drużynie roku), a w 2003 r. wywalczyła swoje drugie mistrzostwo w historii. Rok później obroniła tytuł mistrzowski. W sezonie 2007 Naoki stracił miejsce w składzie i został rezerwowym zespołu Marinos.
Zasłabł w czasie treningu zespołu Matsumoto Yamaga i został przewieziony do szpitala. Jego stan określano jako krytyczny. Lekarzom nie udało się pomóc doświadczonemu piłkarzowi. Matsuda zmarł 4 sierpnia o 13:06 czasu japońskiego.
| Sezon | Klub                | Kraj    | Rozgrywki | Mecze | Bramki |
| ----- | ------------------- | ------- | --------- | ----- | ------ |
| 1995  | Yokohama F. Marinos | Japonia | J-League  | 34    | 1      |
| 1996  | Yokohama F. Marinos | Japonia | J-League  | 28    | 2      |
| 1997  | Yokohama F. Marinos | Japonia | J-League  | 39    | 2      |
| 1998  | Yokohama F. Marinos | Japonia | J-League  | 17    | 1      |
| 1999  | Yokohama F. Marinos | Japonia | J-League  | 32    | 0      |
| 2000  | Yokohama F. Marinos | Japonia | J-League  | 29    | 3      |
| 2001  | Yokohama F. Marinos | Japonia | J-League  | 39    | 0      |
| 2002  | Yokohama F. Marinos | Japonia | J-League  | 26    | 2      |
| 2003  | Yokohama F. Marinos | Japonia | J-League  | 20    | 0      |
| 2004  | Yokohama F. Marinos | Japonia | J-League  | 24    | 1      |
| 2005  | Yokohama F. Marinos | Japonia | J-League  | 27    | 1      |
| 2006  | Yokohama F. Marinos | Japonia | J-League  | 29    | 4      |
| 2007  | Yokohama F. Marinos | Japonia | J-League  | 8     | 1      |
| 2008  | Yokohama F. Marinos | Japonia | J-League  |       |        |

## Kariera reprezentacyjna
W reprezentacji Japonii Matsuda zadebiutował 5 lutego 2000 r. w przegranym 0:1 towarzyskim spotkaniu z Meksykiem.
W 2002 r. znalazł się w kadrze Philippe’a Troussiera na Mistrzostwa Świata 2002, którego współgospodarzem (wspólnie z Republiką Korei) była Japonia. Na tym Mundialu był podstawowym zawodnikiem i wystąpił w czterech spotkaniach: zremisowanym 2:2 z Belgią, wygranym 1:0 z Rosją, wygranym 2:0 z Tunezją oraz przegranym w 1/8 finału z Turcją.
W 2001 r. dotarł do finału Pucharu Konfederacji, a w latach 2000 i 2004 zdobył Puchar Azji.
Karierę reprezentacyjną zakończył w 2005 r. W kadrze Japonii rozegrał 40 meczów i strzelił 1 bramkę.